# Luigi Enrico Rossi
Luigi Enrico Rossi (Roma, 20 luglio 1933 – Roma, 19 settembre 2009) è stato un grecista e filologo classico italiano.

## Biografia
Dopo gli studi liceali presso il prestigioso "Istituto Massimo" di Roma, studiò filologia classica presso l'Università La Sapienza, con la quale rimase in contatto fino alla sua morte. Fra i suoi insegnanti universitari vi furono Carlo Gallavotti, Bruno Gentili, Scevola Mariotti e, come relatore di tesi, Gennaro Perrotta, del quale Rossi fu uno degli ultimi allievi.
Dopo la laurea, nel 1960, Rossi proseguì la carriera universitaria: dal 1965 come professore incaricato e infine, dal 1980 al 31 ottobre 2007, come professore ordinario di letteratura greca. 
Rossi venne coinvolto, dal 1960, nello scambio internazionale fra le università di altri paesi e fu, in particolare, un simbolo delle relazioni tedesco-italiane. Viaggi di ricerca lo portarono in Germania, Inghilterra, Stati Uniti e Svizzera, ed in seguito anche in Egitto, Spagna e Argentina. Fu membro della società letteraria L'Arcadia, della Società per la promozione di studi ellenici e dell'Accademia di Atene, Parnasso.
Per la sua attività filologica, nel 2000 gli fu conferito il Praemium Classicum Clavarense.
Il 9 dicembre 2005 ricevette la laurea honoris causa dall'Università di Friburgo.
La ricerca di Rossi si concentrò sulla lirica del periodo arcaico, sulla poesia epica, sul concetto di simposio, sul teatro greco del V secolo a.C., sulla poesia ellenistica, sulla teoria dei generi e sul rapporto tra musica e metrica.
Tra i suoi allievi si ricordano gli accademici Roberto Nicolai Mastrofrancesco, Maurizio Sonnino, Massimo Vetta, Albio Cesare Cassio, Mario Cantilena e gli scrittori Alessandro D'Avenia e Rita Monaldi.

## Opere principali
- Metrica e critica stilistica. Il termine ‘ciclico’ e la ἀγωγή ritmica, Roma 1963
- Ralph Keen (Übers.): A short introduction to Greek and Latin meter, New York 1978
- Letteratura greca, Firenze 1995
- con Roberto Nicolai, Storia e testi della letteratura greca, Drei Bände, Firenze 2002–2003
- L'epica classica nelle traduzioni di Caro, Dolce, Pindemonte, Monti, Foscolo, Leopardi, Pascoli e altri, apparati di Sebastiano Triulzi, Roma 2003